# Unidade de fornecimento de alívio
A Unidade de Fornecimento de Alívio (UFA) é um tipo de banheiro público diretamente ligado à rede de esgoto, implantado na cidade do Rio de Janeiro em maio de 2014. Em agosto do mesmo ano, foi implantada uma unidade dupla experimental, com banheiros masculino e feminino.